# 飛驒小坂站
飛驒小坂站（日语：／ Hida-osaka eki */?）是位於岐阜縣下呂市小坂町大島，東海旅客鐵道（JR東海）的高山本線車站。
普通列車和部分特急「飛驒」停靠此站。此站是小坂溫泉鄉（濁河溫泉、下島溫泉、湯屋溫泉）和御嶽山登山口的玄關站。於站前設有濃飛巴士巴士站。

## 歷史
- 1933年8月25日：高山線飛驒萩原站至此站之間開通，此站啟用[2]，為一般車站。
- 1934年10月25日：高山線改名為高山本線，此站至坂上站之間開通[3]。
- 1977年11月30日：結束車載貨物起卸業務。
- 1985年3月14日：結束行李起卸業務。
- 1987年4月1日：隨國鐵分割民營化，車站由東海旅客鐵道（JR東海）營運。
- 1999年10月14日：此站被選為中部車站百選之一。
- 2011年4月1日：終止簡易委託，成為無人車站。

車站南邊曾經設有儲木場，在該處設有森林鐵道（小坂森林鐵道）前往御嶽山方向。而高山本線設有專用線連接儲木場，該專用線用作運送木材。在森林鐵道廢止後（1962年度全線廢止）的1977年，車站結束貨物起卸。並改用貨車運送木材至儲木場，然後轉用鐵路貨車運送。

## 車站構造

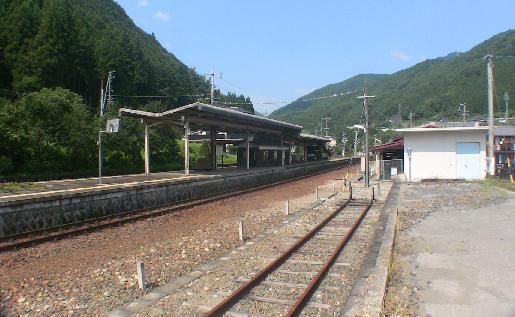
月台

車站是一座地面車站，設有1面2線島式月台，可進行列車交會。月台東邊是1號月台，西邊是2號月台。另外，在1號月台設有分支前往留置線，該留置線停泊了維護路軌車輛。下行列車停靠時，由於月台只可容納9卡車廂，因此10卡車廂的特急列車中，最後的1卡車廂不會開啟車門（選擇性車門操作）。上行列車停靠時，由於上行月台可容納10卡車廂，因此不會實施選擇性車門操作。在月台上設有候車室。
車站大樓位於車站東邊，於車站啟用當初已經存在。大樓是一座山小屋風建築物。車站大樓與月台之間設有行人隧道連接。
此站是由下呂站管理的無人車站。曾經此站是簡易委託車站，委托東海交通事業負責車站業務。在2011年3月31日起成為無人車站。在成為無人車站前，此站設有MARS終端，可購買座席指定票，但是沒有標明此站設有綠色窗口。在檢票口外設有候車室和飲料自動販賣機。於檢票口內設有男女分開的濕廁。
此站曾經有一段時間是高山本線的終點站，因此當時設有轉車盤。在全線開通後，冬天會設有除雪車行走於高山站至此站之間，而轉車盤的用途是把除雪車改變行車方向，然後返回高山站。後來，再沒有車輛使用轉車盤，更在昭和末期撤走。

### 月台
| 月台 | 路線     | 上下行 | 方向           |
| ---- | -------- | ------ | -------------- |
| 1    | 高山本線 | 上行   | 下呂、岐阜方向 |
| 2    | 高山本線 | 下行   | 高山、富山方向 |

2號月台可向上行方向出發。

## 使用狀況
根據「岐阜縣統計書」和「下呂市數據集」，以下為近年1日平均乘車人次列表：
| 年度   | 1日平均 乘車人次 |
| ------ | ---------------- |
| 1995年 | 210              |
| 1996年 | 207              |
| 1997年 | 187              |
| 1998年 | 183              |
| 1999年 | 163              |
| 2000年 | 169              |
| 2001年 | 162              |
| 2002年 | 142              |
| 2003年 | 142              |
| 2004年 | 120              |
| 2005年 | 126              |
| 2006年 | 114              |
| 2007年 | 108              |
| 2008年 | 110              |
| 2009年 | 112              |
| 2010年 | 116              |
| 2011年 | 100              |
| 2012年 | 95               |
| 2013年 | 94               |
| 2014年 | 92               |
| 2015年 | 86               |
| 2016年 | 71               |
| 2017年 | 69               |

## 車站周邊
車站位於小坂町中心，設有許多住宅。車站東邊設有商店街。站前設有郵筒和木屋風格電話亭。
- 長谷寺
- 淨福寺（因垂枝櫻花而得名——飛驒、美濃櫻花三十三選）
- 愛知淑德學園飛驒林間學舍「淑友館」
- 林野廳中部森林管理局岐阜森林管理署
- 飛驒小坂單車徑
- 飛驒川（日语：飛騨川）
- 國道41號
- 下呂市立小坂中學（日语：下呂市立小坂中学校）
- 下呂市立小坂小學（日语：下呂市立小坂小学校）

## 巴士路線
- 濃飛乘合自動車（日语：濃飛乗合自動車）

## 相鄰車站
東海旅客鐵道（JR東海）
 高山本線
- 部分特急「飛驒」停車站

■普通（快速列車，只有早上上行班次和深夜下行班次）
飛驒萩原－飛驒小坂－久久野
■普通（各站停車）
飛驒宮田－飛驒小坂－渚

## 注腳
1. ↑  JR東海移動等便利化取組報告書
2. ↑  日本《官報》第1992號「鐵道省告示第375號」，1933年8月21日：第615頁。
3. ↑  「鉄道省告示第499号」『官報』1934年10月19日（國立國會圖書館數碼化收藏）
4. ↑  矢部三雄編著《近代化遺産 国有林森林鉄道全データ 中部編》信濃毎日新聞社，2015年，157頁
5. ↑  田中一正(2015年2月20日). “木の味 飛騨小坂駅 開業80年 住民が冊子で紹介”. 中日新聞 (中日新聞社)
6. 1 2  採用車站時間表的方向資訊。詳情參見JR東海官方網站的各站時間表 （页面存档备份，存于）（截至2015年1月）。